# Putot-en-Auge
Putot-en-Auge ist eine französische Gemeinde mit 311 Einwohnern (Stand: 1. Januar 2022) im  Département Calvados in der Region Normandie. Sie gehört zum Arrondissement Lisieux und zum Kanton Cabourg. Die Einwohner werden Putotalgiens genannt.

## Geographie
Putot-en-Auge liegt etwa 21 Kilometer ostnordöstlich von Caen. Durch den Nordwesten der Gemeinde fließt der Grand Canal des Dives, der bis zur Brücke hier von der Mündung kommend schiffbar ist. Umgeben wird Putot-en-Auge von den Nachbargemeinden Cricqueville-en-Auge im Norden, Dozulé im Nordosten und Osten, Beuvron-en-Auge im Süden, Hotot-en-Auge im Süden und Südwesten sowie Goustranville im Westen und Nordwesten. 
Die frühere Route nationale 175 (streckengleich mit der früheren Route nationale 815, heutige D675) begrenzt die Gemeinde im Norden.

## Geschichte
Während des Zweiten Weltkriegs kam es hier am 19. August 1944 zu einer heftigen Auseinandersetzung zwischen den vorrückenden  britischen Truppen und den deutschen Kampfverbänden. 
| Jahr      | 1962 | 1968 | 1975 | 1982 | 1990 | 1999 | 2006 | 2012 | 2019 |
| --------- | ---- | ---- | ---- | ---- | ---- | ---- | ---- | ---- | ---- |
| Einwohner | 208  | 202  | 304  | 344  | 352  | 330  | 295  | 299  | 294  |

## Sehenswürdigkeiten
- Kirche Saint-Pierre aus dem 12. Jahrhundert
- Ehemaliges Herrenhaus
- Bahnhofsgebäude des früheren Bahnhofs Putot-Dozulé

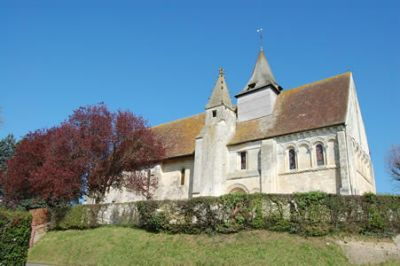
Kirche Saint-Pierre
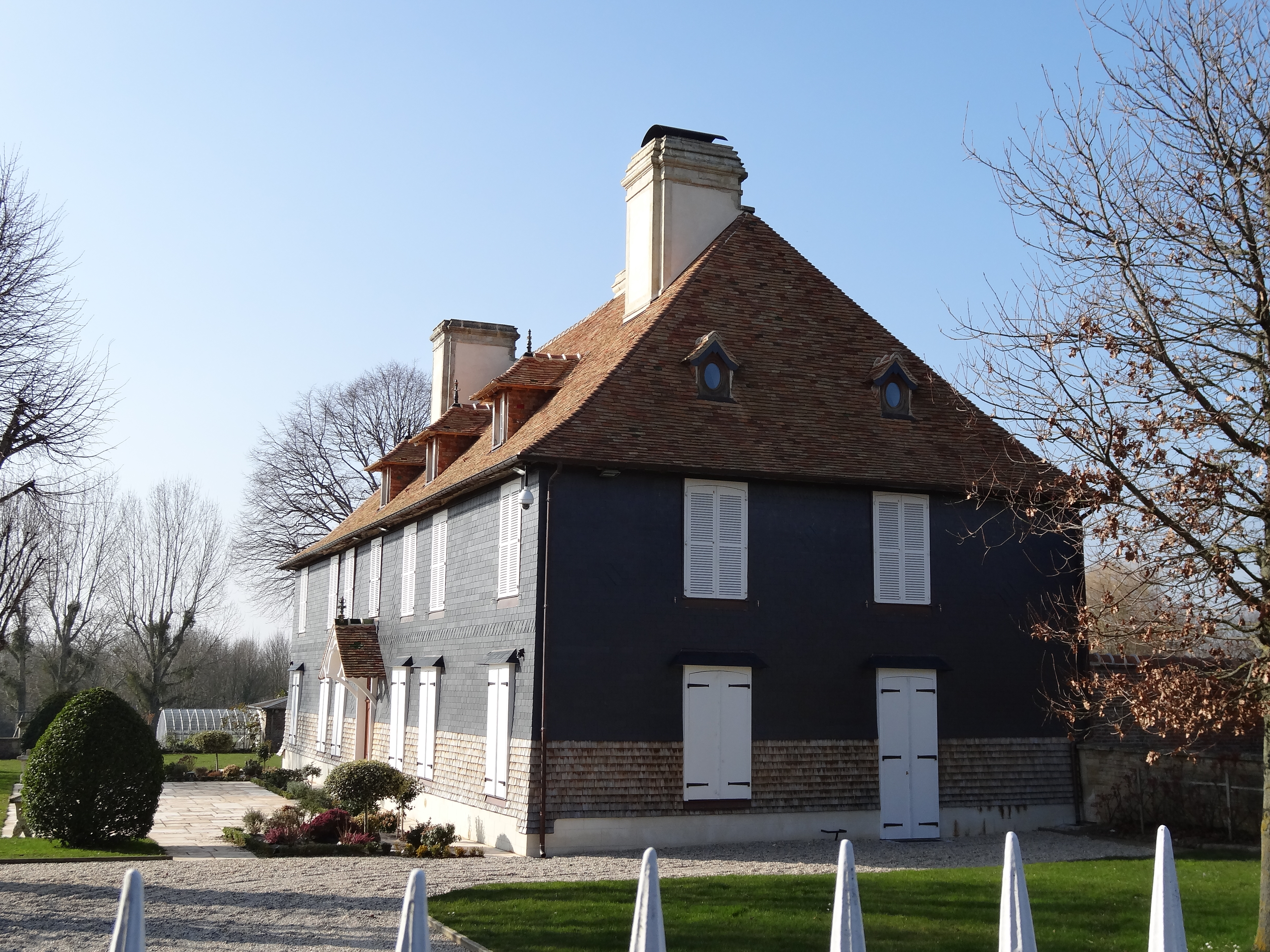
Ehemaliges Herrenhaus
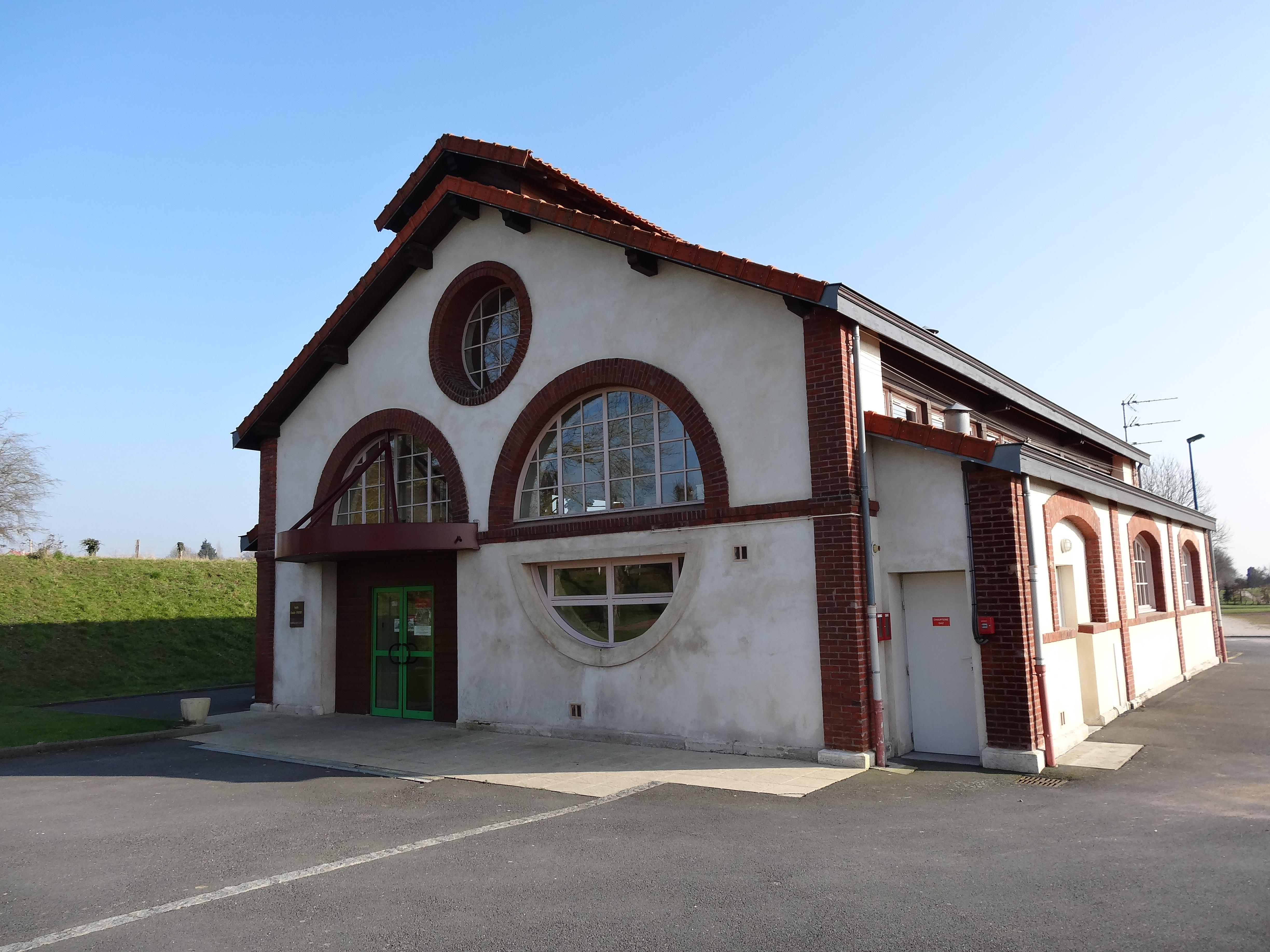
Alter Lokschuppen im Bahnhof